# Vincenzo Casillo
Pour les articles homonymes, voir Casillo.
Vincenzo Casillo (né le 8 juillet 1942 - mort le 29 janvier 1983), dit o Nirone (le Grand Noir) était un mafieux de la Camorra, bras droit de Raffaele Cutolo et n°2 de la Nuova Camorra Organizzata (NCO), qui contrôlait Naples. Selon Cutolo lui-même, son bras droit travaillait depuis 1978 pour le SISMI.
Casillo a été impliqué de près dans les négociations concernant la libération de Ciro Cirillo, le gouverneur de Campanie démocrate chrétien et enlevé en avril 1981 par un groupe des Brigades rouges dirigé par Giovanni Senzani. On l'a aussi accusé d'avoir participé à l'assassinat, en 1982, de Roberto Calvi, surnommé le « banquier de Dieu ».
Il a été assassiné en 1983 par un groupe mafieux rival, de la Nuova Famiglia, dirigé par Pasquale Galasso. Sa mort signe le transfert du pouvoir mafieux en Campanie de la NCO à la Nuovo Famiglia, qui put s'attribuer l'essentiel des profits de la reconstruction de la région après le séisme de 1980.

## Biographie
Casillo fut l'un des premiers membres de la NCO depuis sa fondation en 1970, devenant rapidement le bras droit du parrain Raffaele Cutolo, alors que celui-ci était emprisonné à Poggioreale et Ascoli Piceno. En tant que tel, il participa à une conférence importante entre des représentants de la Mafia sicilienne et les clans de la Camorra afin de tenter de mettre fin à la vendetta entre la NCO et la Nuova Famiglia (NF), en présence de la sœur de Cutolo, Roseta .

## Accusations concernant l'assassinat du «banquier de Dieu»
Casillo avoua l'assassinat de Roberto Calvi (en 1982), surnommé le « banquier de Dieu », à son avocat, Enrico Madonna, qui fut lui-même assassiné en octobre 1993, trois jours après avoir dit à un journaliste qu'il allait révéler à une commission parlementaire tout ce qu'il savait sur les circonstances de l'enlèvement, en 1981, du notable local de la Démocratie chrétienne, Ciro Cirillo (it), par Giovanni Senzani, alors chef des Brigades rouges [réf. à confirmer].
Tout comme son chef Raffaele Cutolo, Casillo, bien que recherché, avait joué un rôle actif lors des négociations pour la libération de Cirillo. Cutolo déclara par la suite à la justice que son bras droit travaillait pour le SISMI depuis 1978.

## Assassinat
Vincenzo Casillo fut assassiné le 29 janvier 1983 par une bombe placée sous la pédale de sa voiture, garée près du local du SISMI, Forte Boccea, à Rome. L'assassinat fut organisé par Pasquale Galasso, le chef du clan Galasso, membre de la Nuova Famiglia dirigée par Carmine Alfieri. C'est l'une des premières fois qu'un clan de la Camorra utilisait cette technique d'assassinat . On découvrit dans les débris de sa voiture une carte personnelle du SISMI.
Galasso, devenu pentito (collaborateur de justice) par la suite, déclara qu'il avait tué Casillo afin de libérer le ministre Antonio Gava, membre influent de la DC en Campanie, et d'autres démocrates-chrétiens de ses menaces.
En avril 1982, 9 mois après la libération de Cirillo, Vincenzo Casillo aurait en effet déclaré à Giuliano Granata, un maire de la DC qui avait participé aux négociations: « vous avez fait ce que vous vouliez et ensuite vous vous en êtes lavé les mains » . Les personnes privées ayant apporté des fonds pour payer la rançon de Cirillo devaient en effet être remboursées en obtenant des appels d'offres dans la région, prévus pour reconstruire celle-ci après le tremblement de terre de 1980.

## Conséquences
La mort de Casillo fut l'un des facteurs provoquant la chute de la NCO, représentant un tournant dans les relations entre les politiciens locaux et la Camorra. Les protecteurs de Cutolo se sont tournés vers son rival, Carmine Alfieri, imité par de nombreux clans de la Camorra .
Selon la Commission anti-mafia, à partir de la mort de Casillo jusqu'à « aujourd'hui », les hommes d'Alfieri avaient pu mettre à feu et à sang la Campanie et obtenir une grande partie du « gâteau de la reconstruction » effectuée après le séisme, et constituer « pendant longtemps un gouvernement effectif incontesté dans de larges parties de la région ».
Plusieurs camorristes de la NCO furent ensuite assassinées par la Nuovo Famiglia. On découvrit la dépouille de la compagne de Casillo dans un fossé en décembre 1983. Nicola Nuzzo, un membre important de la NCO qui avait aussi participé aux négociations concernant le politicien Ciro Cirillo, fut battu à mort en 1986 peu après avoir rencontré un magistrat, Carlo Alemi.
Salvatore Imperatrice, le garde du corps de Casillo, également membre de l'équipe de négociation, décéda dans des circonstances obscures dans un asile psychiatrique en mars 1989.
Mario Cuomo, qui avait perdu ses jambes lors de l'explosion de la voiture de Casillo, fut assassiné en octobre 1990.

### Source originelle
- (en) Cet article est partiellement ou en totalité issu de l’article de Wikipédia en anglais intitulé « Vincenzo Casillo » (voir la liste des auteurs).